# Banca Popolare di Milano
Banca Popolare di Milano es un banco cooperativo italiano.

## Historia
Es el segundo banco cooperativo en Italia por antigüedad (el primero fue Banca Popolare di Lodi). Fue fundado en 1865 en Milán por Luigi Luzzatti, que luego sería primer ministro italiano. En la creación del banco Luzzatti se inspiró en las 'asociaciones de crédito' desarrolladas por Hermann Schulze-Delitzsch en Alemania una década antes.
BPM ha crecido considerablemente desde 1950 con la adquisición de participaciones en otros bancos como la Banca Popolare di Roma, la Banca Briantea, Banca Agrícola Milanese, Banca Popolare Cooperativa Vogherese, Banca Popolare di Bologna e Ferrara, Banca Popolare di Apricena, Ina Banca, Cassa di Risparmio di Alessandria and Banca di Legnano.

## BPM en la actualidad
BPM actualmente emplea 9.000 personas en 792 oficinas y tiene alrededor de 1,4 millones de clientes. El banco opera principalmente en las regiones central y norte de Italia, con una fuerte presencia en Lombardia y Piamonte, pero también en el Lazio y Puglia.
En 1999 Banca Popolare di Milano inició las operaciones de servicios bancarios en línea mediante la marca WeBank, que fue constituido como un banco aparte en 2009.